# Polyzosteria viridissima
Polyzosteria viridissima är en kackerlacksart som beskrevs av Robert Walter Campbell Shelford 1909. Polyzosteria viridissima ingår i släktet Polyzosteria och familjen storkackerlackor. Inga underarter finns listade i Catalogue of Life.